# Still Not Black Enough
《Still Not Black Enough》은 미국의 헤비 메탈 밴드 W.A.S.P.의 여섯 번째 스튜디오 음반으로, 1995년 6월, 일본과 영국에서 처음 발매되었다. 미국에서는 1996년 8월, 캐슬 커뮤니케이션즈를 통해서야 발매되었다.
《Still Not Black Enough》은 원래 블래키 롤리스의 솔로 음반으로 발매될 예정이었으나, 내용이 너무 강렬하여 롤리스는 마음을 바꾸고 W.A.S.P.의 음반으로 발매하기로 결정했다. 이전 음반 《The Crimson Idol》도 같은 방식이었다. 《Still Not Black Enough》은 《The Crimson Idol》의 후속작으로 어느 정도 간주되며, 가사적 주제에서 강한 유사성을 지닌다. 그러나 가상의 캐릭터 조나단의 이야기를 다루는 대신, 이 음반은 주로 블래키 롤리스의 개인적인 곡들로 구성되어 있으며, 《The Crimson Idol》 세계 투어 직후 어머니의 죽음과 개인적 위기 등과 관련된 문제들을 다루고 있다.

## 배경
이전 스튜디오 음반 《The Crimson Idol》 (1992년)과 마찬가지로, 본 작품은 블래키 롤리스의 솔로 프로젝트적 성격을 지닌 작품으로, 전작에 이어 밥 큐릭이 녹음에 참여했다. 이 음반의 가사에는 롤리스 자신 당시의 갈등이 반영되어 있으며, 롤리스는 "새 음반 제작은 마치 치료와 같았다"고 말하고 있다.
일본과 유럽에서는 1995년에 발매되었고, 1996년에는 수록곡과 곡 순서가 일부 다른 미국판 CD도 발매되었다. 미국판에 추가된 곡 중 〈Skinwater〉와 〈One Tribe〉는 영국에서는 1995년 발매된 CD 싱글 〈Black Forever/Goodbye America〉의 커플링 곡으로 발표되었다.

## 평가
| 평가 점수                        | 평가 점수 |
| 출처                             | 점수      |
| -------------------------------- | --------- |
| AllMusic                         | [ 4 ]     |
| Collector's Guide to Heavy Metal | 6/10      |
| Rock Hard                        | 8.5/10    |

영국에서는 선행 싱글 〈Black Forever/Goodbye America〉가 1995년 6월 17일, 영국 싱글 차트에서 88위를 기록했으며, 이 음반은 영국 음반 차트에서 2주 동안 톱 100에 진입했고, 최고 52위를 기록했다. 스웨덴에서는 1995년 6월 30일, 음반 차트에서 첫 등장 45위를 기록했고, 다음 주에는 40위를 기록했다.
브라이언 오닐은 올뮤직에서 5점 만점 중 2점을 주며 "W.A.S.P.는 쇼크 록 스타일 기반에서 벗어나 보다 사색적이 되었고, 개념적인 안정기에 들어섰다고 볼 수 있다. 결과적으로, 안타깝게도 내용은 기복이 있었다. 피아노로 시작되는 〈Keep Holding On〉이나, 롤리스가 약한 팔세토를 사용하는 〈I Can't〉와 같은 부드러운 발라드는 팬을 혼란스럽게 하고 멀어지게 했다"고 평했다. 또한, 《CD 저널》의 미니 리뷰에서는 "전작에서의 픽션 속편을 롤리스 자신이 실제로 연기하는 것처럼 어둡고 무거운 내용"이라고 평가하고 있다.

## 곡 목록
모든 곡들은 특별한 언급이 없는 한 블래키 롤리스에 의해 작사/작곡하였다.
| #   | 제목                                          | 작사·작곡     | 재생 시간 |
| --- | --------------------------------------------- | ------------- | --------- |
| 1.  | 〈Still Not Black Enough〉                    |               | 4:02      |
| 2.  | 〈Somebody to Love〉 (제퍼슨 에어플레인 커버) | 다비 슬릭     | 2:50      |
| 3.  | 〈Black Forever〉                             |               | 3:17      |
| 4.  | 〈Scared to Death〉                           |               | 5:02      |
| 5.  | 〈Goodbye America〉                           |               | 4:46      |
| 6.  | 〈Tie Your Mother Down〉 (퀸 커버)            | 브라이언 메이 | 3:39      |
| 7.  | 〈Keep Holding On〉                           |               | 4:04      |
| 8.  | 〈Rock and Roll to Death〉                    |               | 3:44      |
| 9.  | 〈Breathe〉                                   |               | 3:44      |
| 10. | 〈I Can't〉                                   |               | 3:07      |
| 11. | 〈No Way Out of Here〉                        |               | 3:39      |

| #   | 제목                                          | 작사·작곡                   | 재생 시간 |
| --- | --------------------------------------------- | --------------------------- | --------- |
| 1.  | 〈Still Not Black Enough〉                    |                             | 4:02      |
| 2.  | 〈Skinwalker〉                                |                             | 3:59      |
| 3.  | 〈Black Forever〉                             |                             | 3:17      |
| 4.  | 〈Scared to Death〉                           |                             | 5:03      |
| 5.  | 〈Goodbye America〉                           |                             | 4:47      |
| 6.  | 〈Somebody to Love〉 (제퍼슨 에어플레인 커버) | 다비 슬릭                   | 2:50      |
| 7.  | 〈Keep Holding On〉                           |                             | 4:04      |
| 8.  | 〈Rock and Roll to Death〉                    |                             | 3:45      |
| 9.  | 〈I Can't〉                                   |                             | 3:07      |
| 10. | 〈No Way Out of Here〉                        |                             | 3:39      |
| 11. | 〈One Tribe〉                                 |                             | 4:59      |
| 12. | 〈Tie Your Mother Down〉 (퀸 커버)            | 브라이언 메이               | 3:39      |
| 13. | 〈Whole Lotta Rosie〉 (AC/DC 커버)            | 앵거스 영, 맬컴 영, 본 스콧 | 3:59      |